# Laurens van den Acker

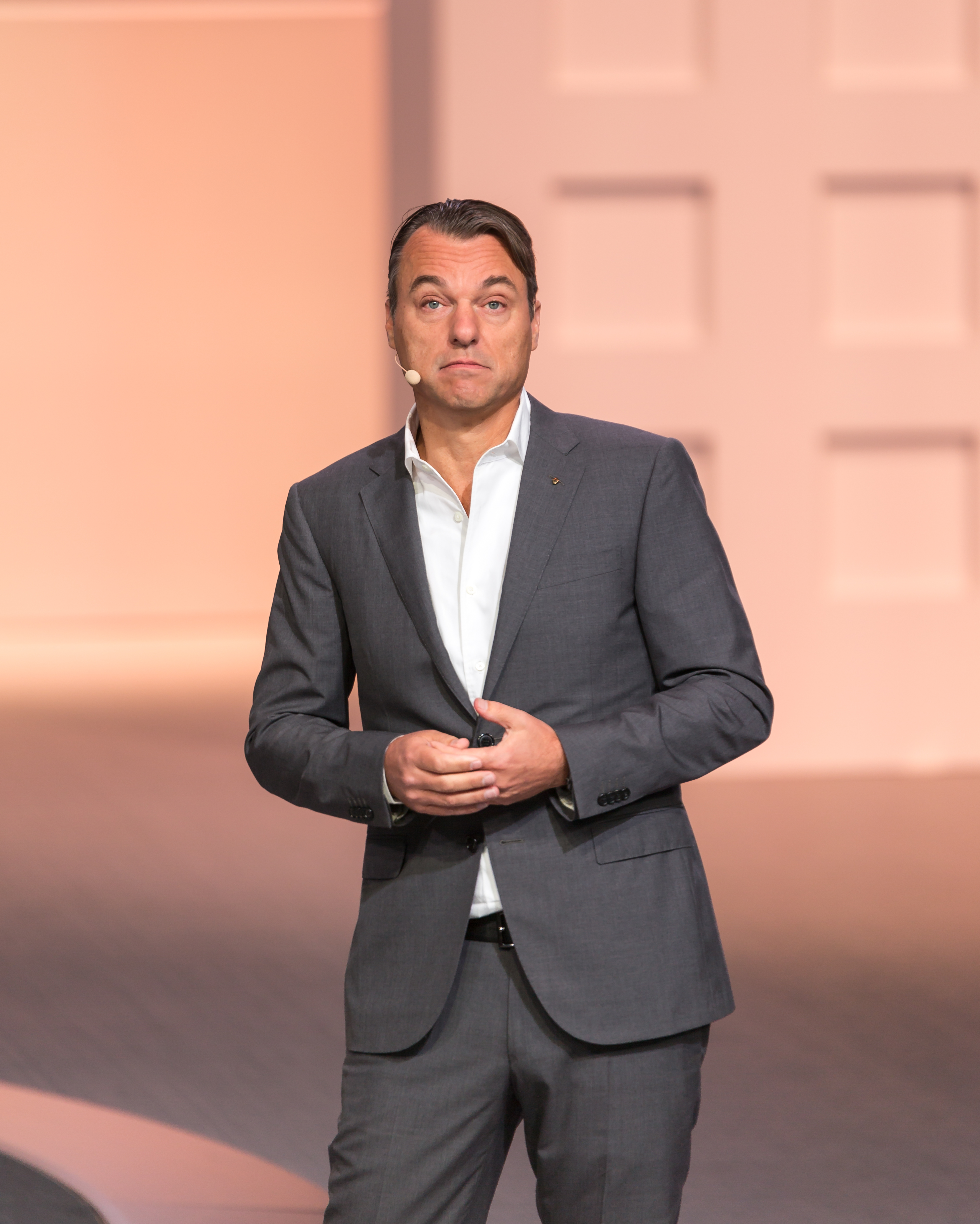
Laurens van den Acker in 2018

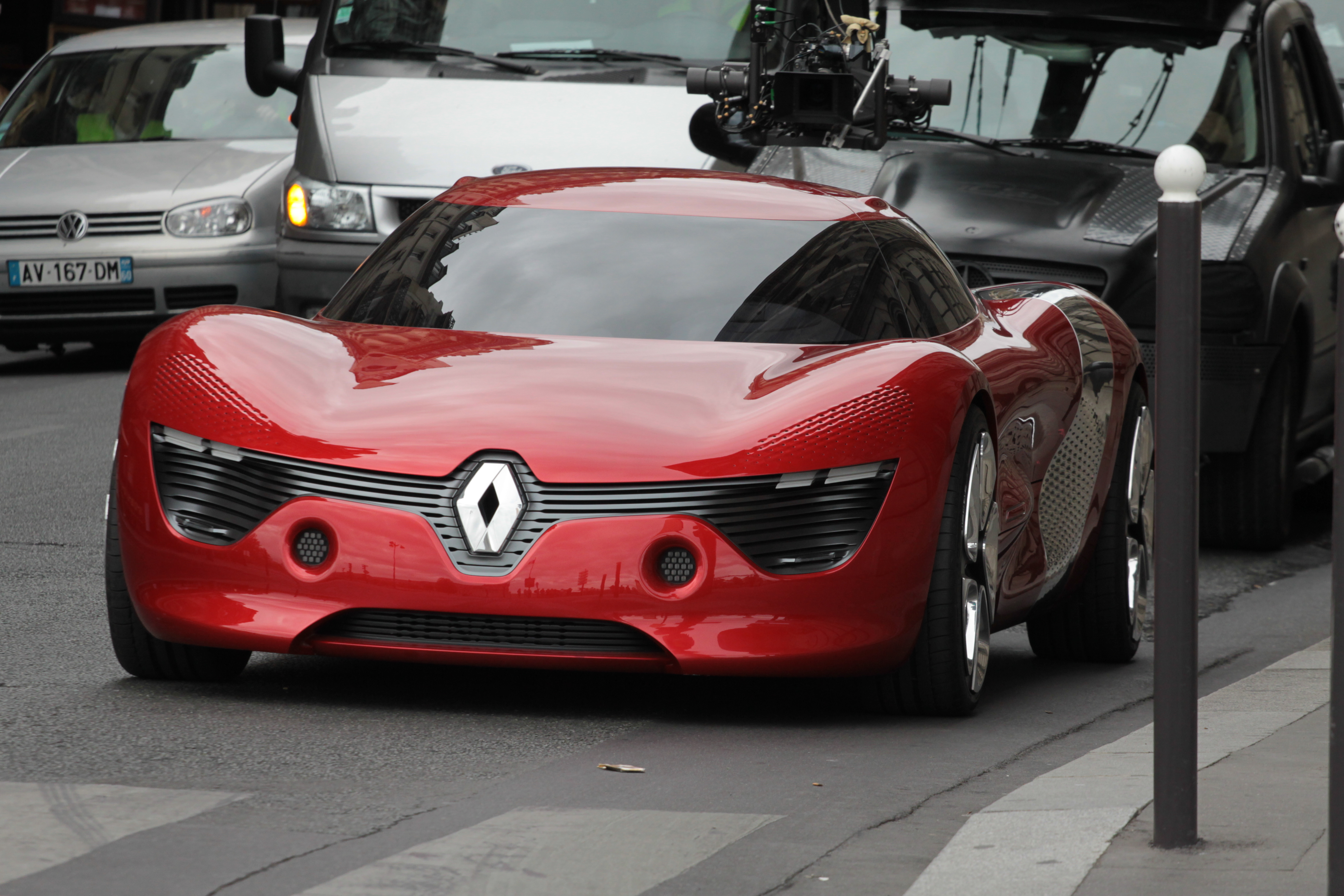
Renault DeZir 1

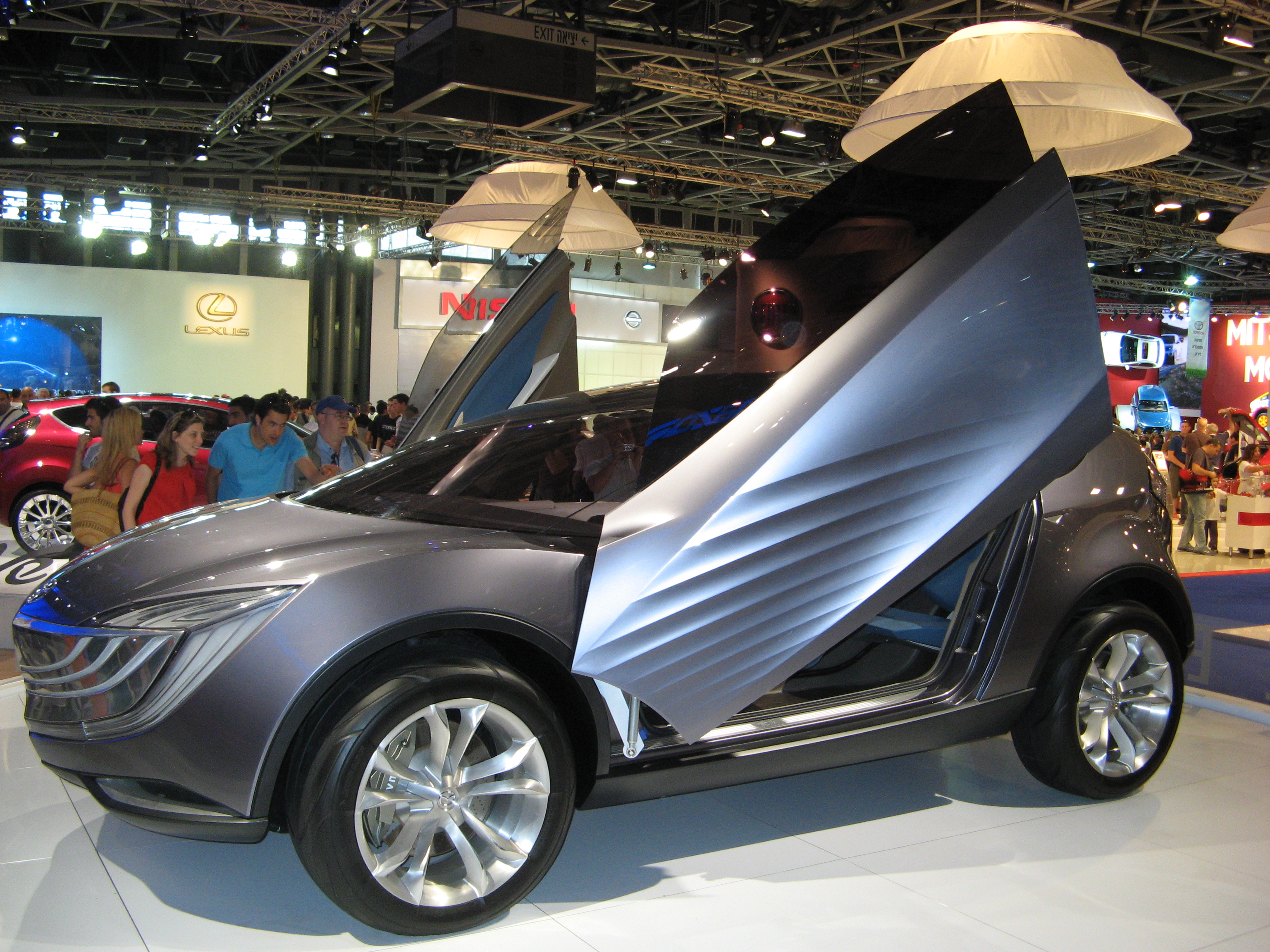
Mazda Hakaze Concept

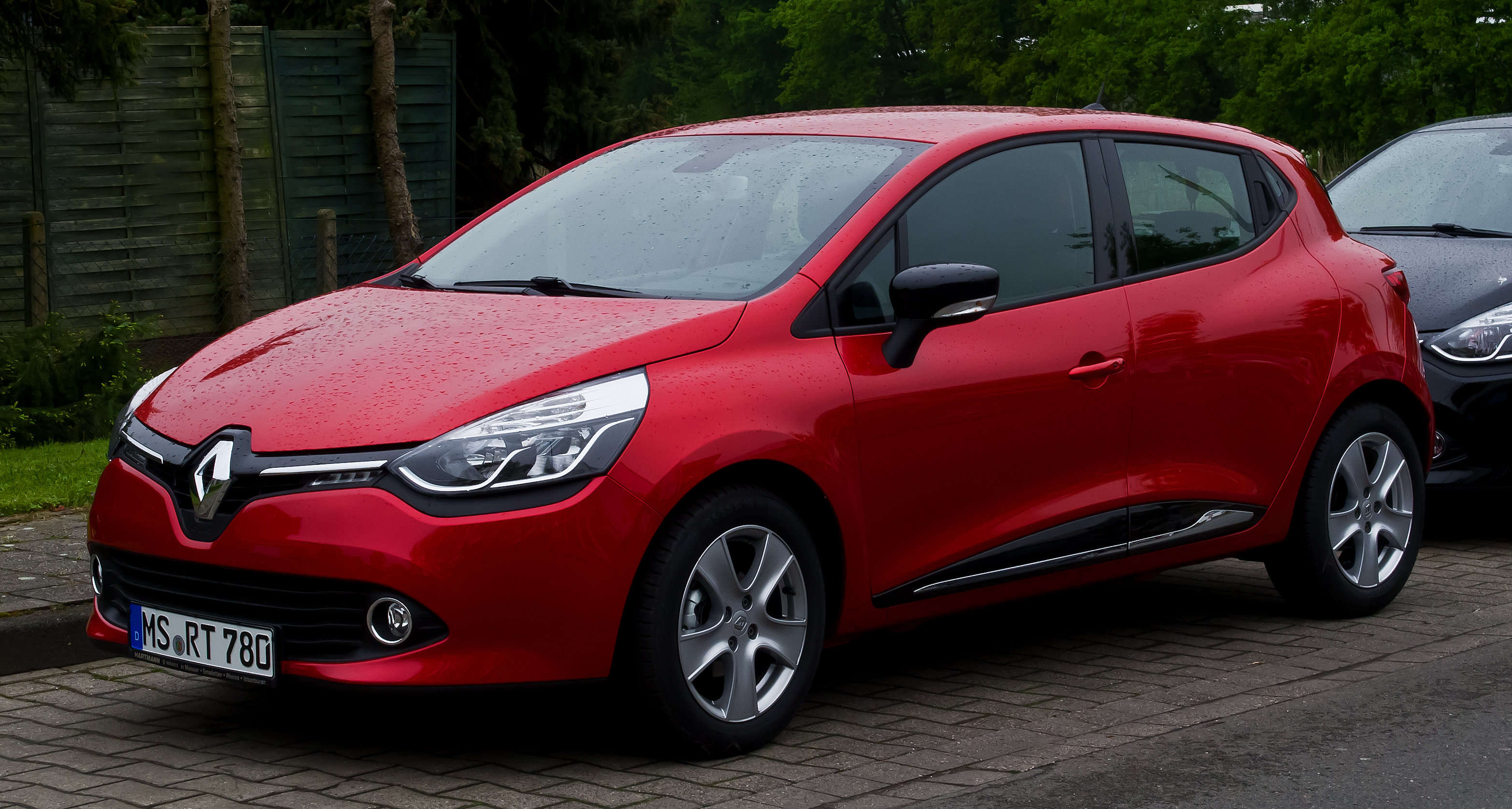
Renault Clio

Laurens van den Acker (Deurne, 5 september 1965) is een Nederlands auto-ontwerper. Sedert 2009 is hij Senior Vice President of Corporate Design bij Renault als opvolger van Patrick le Quément. Hij is verantwoordelijk voor het ontwerp van de voertuigen van de Franse autoproducent.

## Carrière
Na een studie Industriële vormgeving aan de TU Delft begon hij zijn carrière in 1990 in Turijn bij Design System srl. alwaar hij meewerkte aan het ontwerp van het interieur van de Bugatti EB110 SS. In 1993 vertrok hij naar Audi in Ingolstadt waar hij zich bezighield met het exterieurontwerp. Nadat zijn mentor aldaar, J Mays, naar Ford in de Verenigde Staten vertrok volgde hij deze, in eerste instantie via een aantal externe ontwerpbureaus, maar in 1998 trad hij daar in dienst en was hij verantwoordelijk voor het ontwerp van auto's zoals de Ford Escape. In 2005 werd hij hoofd Strategic Design
In 2006 begon hij bij Fords partner Mazda, alwaar hij enkele conceptauto's waaronder de Mazda Nagare en de Mazda Hakaze afleverde, die een nieuwe designtaal voor dat merk inluidden.

### Renault
In 2009 stapte hij over naar Renault. In zijn  rol als Senior Vice President of Corporate Design is hij verantwoordelijk voor het ontwerp van alle nieuwe Renaultmodellen. De eerste auto’s daar die volledig onder zijn leiding ontworpen zijn, zijn de Renault Twizy en de Renault Clio IV.